# Larpelites celer
Larpelites celer är en stekelart som först beskrevs av Tosquinet 1896.  Larpelites celer ingår i släktet Larpelites och familjen brokparasitsteklar. Inga underarter finns listade i Catalogue of Life.